# Rogier Proper
Rogier Proper (Haarlem, 1943) is een Nederlandse (film- en tv-scenario)schrijver en journalist. 

## Levensloop
Rogier Proper is de zoon van dichteres/schrijfster Lizzy Sara May (1918-1985) en mr. Michael Dirk (Miek) Proper (1915-1973), advocaat, hoofdbestuurslid van de CPN en lid van Gedeputeerde Staten van Noord-Holland. Hij groeide op in Haarlem, waar hij op het Stedelijk Gymnasium en het Lorentz Lyceum zat.

### Journalistieke activiteiten
Proper kwam eind jaren zestig, tijdens zijn studie politieke en sociale wetenschappen aan de UvA, in de journalistiek terecht. Hij werd in die periode lid van de toenmalige studentenvereniging Olofspoort en van het studentendispuut Baart ('Oefening Baart Kunst'), waar literatuur en journalistiek de toon aangaven. Met redacteuren Frits Boer (de latere kinderpsychiater) en Hans Knegtmans (later psycholoog en thrillerschrijver), alle drie Baartleden, begon hij met het Olofspoortblad Bikkelacht. Naar aanleiding van het huwelijk van kroonprinses Beatrix van Oranje met een Duitser plaatste dit blad een foto van een Engelse pin up met blote borsten, die van gezicht en typische haardracht op Beatrix leek, met de tekst 'Pleemeid van het jaar'. Proper en Boer werden prompt door de politie gearresteerd en later eerst tot twee en in hoger beroep tot drie weken gevangenisstraf veroordeeld wegens majesteitsschennis. Proper zat deze tijd uit in de toenmalige gevangenis voor de kust van Hoorn. Hierna ontwikkelde hij zich verder in de studentenjournalistiek en werkte hij voor Demokrater (blad van de Studenten Vakbeweging) en bij opstandige studenten- en jeugdbladen als Propria Cures en Hitweek/Aloha. Later schreef hij veel voor Vrij Nederland (o.a. vele interviews met Nederlandse filmers en de bekende rubriek onder de naam Het Wereldje op de achterpagina van het blad met (rand)nieuwtjes uit de wereld van Hollandse kunst en cultuur) en NRC Handelsblad.

### Film
Proper ontwikkelde een liefde voor film, schreef daarover veel in VN, in welk weekblad hij jaren later ook zijn "Jaap Knasterhuis Groot Filmwoordenboek" (voor jeugdigen) publiceerde. Dit werd later uitgegeven bij De Bezige Bij.
In 2006 verscheen zijn handboek voor scenarioschrijven “Kill Your Darlings” (intussen 6e druk).
Hij was een tiental jaren hoofdredacteur van het inmiddels opgeheven filmmaandblad Skoop.
Hij schreef verschillende speelfilmscenario's (o.a. voor Olga Madsen: Gekkenbriefje en Dorst; Samuel Meijering: Rufus en Kanaalkoorts; Pieter Verhoeff: Van Geluk Gesproken [eerste versie] en Gerrard Verhage: De Dominee (scripediting).
Proper regisseerde de 20 minuten durende low budget politieke thriller De Eerste Laatste dagen van Kolonel Ramirez, in opdracht van Amnesty International, geproduceerd door de schrijver/columnist Martin Bril, die toen het laatste jaar van de Nederlandse Filmacademie deed.

### Radiomaker
Proper werkte vele jaren voor VARA- en VPRO-radio (tussen 1984 en 1991 met Wim Schippers: Ronflonflon avec Jacques Plafond, regie en stemtypetjes Jaap Knasterhuis en
inspecteur J. Falckenbosch). Het radioprogramma Ronflonflon had de rubriek De platenkeuze van Jaap Knasterhuis. In 1991-1992 werkte hij ook mee aan het vervangende programma Koning Zzakk in Muzykland waarbij hij Franstalige liedjes hertaalde in het Nederlands met ondeugende teksten.

### Schrijver
Bij Uitgeverij Leopold verscheen Rogier Proper's kinderboekenserie: “Beertje Bonzibor” en “Vieze Sprookjes van Gert Verderrie” (ook als tv-serie voor de VPRO, met Brian Meijers). Proper schreef ook voor Samuel Meyering een biografie over de jaren van zijn leven waarin hij zich - toen al - ontwikkelde tot computerexpert: Book One, hoe Samuel Meyering na een roldoos de wereld een achteruitwerkend computerprogramma wilde schenken en leerde dat er voor succes betaald moet worden (uitgave van Addison Wesley, 1987).

### Scenarioschrijver
Proper richtte begin jaren '90 Doctor Proctor Scripts bv op, de 'Eerste Nederlandsche Scenariofabriek', waar o.a. de scripts voor de soap Goede tijden, slechte tijden, Goudkust en Onderweg naar Morgen geschreven werden. Dit bedrijf is intussen afgestoten (2000). Hij gaf er de leiding aan de ontwikkeling van honderden scripts.
Ook schreef hij (met Martin Bril) de scripts voor de VPRO miniserie Retour Den Haag en begeleidde hij de scripts voor de langlopende VPRO-serie Hertenkamp. Voor productiehuis “Interakt” schreef hij de ‘comedy voor doven’ Kwartelhof. Voor Talpa Fictie ontwikkelde hij de dramaserie Love Hurts.

## Recente werkzaamheden
Voor Interaktie Fictie is Proper bezig met de serie "Liefde & Lust in Loenerheide".
Met schrijver/hersenchirurg Wouter van Furth ontwikkelt hij een internationale tv-serie de medische thriller “Complicaties”. Met Karin van der Meer schrijft hij voor regisseur Pieter Kramer de serie "De Bofkontjes" een drama over een vals beschuldigd echtpaar dat een hondencrèche leidt.
In opdracht van de "Stichting Media 1800" ontwikkelt hij met historica Edwina Hagen een tv-serie over de Bataafse Revolutie rond 1800 mede gebaseerd op haar boek "President van Nederland. Rutger Jan Schimmelpenninck (1761-1825)".
Proper is zich de laatste jaren ook weer gaan toeleggen op speelfilmscenario's. Hij werkte als schrijver met producent Bero Beyer aan een aantal scenario’s totdat deze zich aan het Filmfonds verbond. Voor productiebedrijf Topkapi Films werkt hij sinds 2013 aan de speelfilm Hyena waarin de zorgelijke ontwikkelingen in het Midden Oosten, in Afghanistan en de Nederlandse rol daarin, alle aanleiding geven om een politieke relevante thriller te maken.
Met beeldend kunstenaar Peter Peereboom werkt hij aan het scenario voor een lange internationale animatiefilm voor Interakt Fictie, Proniversum.

## Publicaties (selectie)
- Deel 2 van de Ronflonflonreeks "Wel En Ook" (het grote Jaap Knasterhuis filmwoordenboek), de Bezige Bij 1989
- Rogier Proper: Van Allegaartje tot Zeebenen. Een niet zo gebruikelijk woordenboek. Amsterdam, Uitgeverij Balans, 2024. ISBN 9789463823456
- Rogier Proper: Book One; hoe Samuel Meyering na een roldoos de wereld een achteruitwerkend computerprogramma wilde schenken en leerde dat er voor succes betaald moet worden. Amsterdam, Addison-Wesley, 1987. ISBN 90-6789-081-2

- Gemeinsame Normdatei: 1343696984
- International Standard Name Identifier: 0000 0003 6882 6194
- Nederlandse Thesaurus van Auteursnamen: 07191837X
- RKD-Nederlands Instituut voor Kunstgeschiedenis: 279907
- Virtual International Authority File: 286165977
- WorldCat: E39PBJbM3JBV96GFFrmDMw86Kd

Teun Balk · Boy Bensdorp · Jacqueline van Benthem · Weduwe van Beurden · A.J.Broekema · inspecteur J. Falckenbosch · Jaap Knasterhuis · Wilhelmina Kuttje jr. · Henk J. Pal · Jacques Plafond · Ria van Raalte · Anneke Rol · Flip Romanov · Etna Vesuvia · Jan Vos · Ineke Vrucht-Stapel · Weggeautomatiseerd ambtenaar · hoofdinspectrice Mieke van der Wel · Loes de Wilde · Elsje de Wit